# Thanatos (Band)
Thanatos ist eine niederländische Thrash- und Death-Metal-Band aus Rotterdam, die im Jahr 1984 gegründet wurde, sich 1992 auflöste und 1999 wiedervereinte. Sie zählt zu den ältesten niederländischen Bands im Extreme-Metal-Bereich.

## Geschichte
Thanatos wurde im Jahr 1984 von Gitarrist und Sänger Stephan Gebédi, Gitarrist Remco De Maaijer und Schlagzeuger Marcel Van Arnhem gegründet. Nach einigen Demos und Besetzungswechseln nahmen sie im Jahr 1990 ihr Debütalbum Emerging from the Netherworlds (Shark Records) auf. Die Band bestand nun aus Sänger und Gitarrist Gebédi, Schlagzeuger Remo Van Arnhem, Gitarrist Erwin De Brouwer und Bassist Ed Boeser. Das nächste Album Realm of Ecstasy folgte im Jahr 1992 und wurde ebenfalls über Shark Records veröffentlicht. Thanatos trat zusammen mit anderen Gruppen wie Kreator, Sepultura, Death, Napalm Death, Bolt Thrower, Autopsy und Death Angel auf. Sie löste sich vorerst noch im selben Jahr auf.
Im Jahr 1999 belebte Stephan Gebédi Thanatos wieder. Die neuen Mitglieder waren neben Gebédi Bassist Theo van Eekelen, Schlagzeuger Aad Kloosterwaard und Gitarrist Paul Baayens. Alle neuen Mitglieder spielten bereits bei anderen Bands wie Sinister, Houwitser und Cremation. Das dritte Album Angelic Encounters wurde im Jahr 2000 bei Hammerheart Records veröffentlicht. Danach folgten Auftritte zusammen mit Morbid Angel, Vader, Dying Fetus, Exhumed, Cryptopsy, Krisiun, Destruction und Necrophagia.
Im Jahr 2002 nahm die Band die EP Beyond Terror auf, um Label auf sich aufmerksam zu machen. Die EP wurde über Baphomet Records veröffentlicht. Die Band unterschrieb im Jahr 2004 einen Vertrag bei dem griechischen Label Black Lotus Records. Das Album Undead.Unholy.Divine. wurde im Folgejahr veröffentlicht. Während der Aufnahmen zum Folgealbum Justified Genocide ereilte Black Lotus Records jedoch der Bankrott.
Im Jahr 2009 unterschrieb Thanatos einen Vertrag bei dem holländischen Label Deity Down Records, wo Justified Genocide letztlich veröffentlicht wurde. Das Album wurde im Excess Studio in Rotterdam aufgenommen und im Unisound Studio von Dan Swanö (u. a. Edge of Sanity, Bloodbath, Moontower) gemastert.
Im Dezember 2009 wurde Schlagzeuger Yuri Rinkel durch Marco de Groot (Houwitser, ex-Altar, ex-Blind Justice) ersetzt. Rinkel, der zwischenzeitlich unter anderem auch bei Funeral Winds, Lier in Wait, Inferi, Death Sentence und Liar of Golgotha gespielt hatte, ist inzwischen Schlagzeuger der ursprünglich israelischen Band Melechesh.

## Stil
Das Tempo der Lieder ist bis auf wenige Ausnahmen durchgehend hoch. Die Lieder haben einen aggressiven Klang und werden als eine Mischung aus Stücken der Band Kreator und frühen Werken der Bands Slayer und Bolt Thrower beschrieben.
Zu Beginn äußerten die Musiker, eine nichtsatanistische Band zu sein, da zahlreiche andere Musiker von sich behaupteten, Satanisten zu sein. Einige Jahre später gab einer der Musiker im Slayer-Fanzine  jedoch an, die Band habe damals bereits ein starkes Interesse am Okkultismus gehabt; er selbst verehre keinen Satan, glaube jedoch auf seine eigene Art an die Kräfte von Gut und Böse. Der ehemalige Gitarrist wiederum stehe mit Anton Szandor LaVey in persönlichem Kontakt. In ihren Texten verarbeitet die Band Themen wie religiösen Fanatismus, die vermeintlichen Verbindungen von Okkultismus und Nationalsozialismus und historische Personen wie Saddam Hussein, Josef Stalin oder Adolf Hitler. Aufgrund der lyrischen Themen auf dem Album Justified Genocide distanzierte die Band sich im Vorfeld von möglichen Vorwürfen, eine nationalsozialistische Band zu sein.

## Diskografie
- Speed Kills (Demo, 1984, Eigenveröffentlichung)
- Promo Demo (Demo, 1985, Eigenveröffentlichung)
- Rebirth (Demo, 1986, Eigenveröffentlichung)
- Official Live Tape 1987 (Live-Album, 1987, Eigenveröffentlichung)
- Omnicoitor (Demo, 1989, Eigenveröffentlichung)
- Emerging from the Netherworlds (Album, 1990, Shark Records)
- Promo Demo 1991 (Demo, 1991, Eigenveröffentlichung)
- Realm of Ecstasy (Album, 1992, Shark Records)
- Angelic Encounters (Album, 2000, Hammerheart Records)
- Beyond Terror (EP, 2002, Baphomet Records)
- Undead. Unholy. Divine. (Album, 2004, Black Lotus Records)
- The Burning of Sodom / …And Jesus Wept (EP, 2006, Konqueror Records)
- Thanatos Boxed Set (Kompilation, 2007, AreaDeath Productions)
- Justified Genocide (Album, 2009, Deity Down Records)
- Asphyx vs. Thanatos (Split-Single mit Asphyx, 2009, Cyclone Empire)